# Ben Kersten
Ben Kersten (Wollongong, Nova Gal·les del Sud, 21 de setembre del 1981) és un ciclista professional australià que s'especialitzà en la pista.

## Palmarès en pista
- 1998
  -  Campió del món júnior en Quilòmetre Contrarellotge
- 1999
  -  Campió del món júnior en Quilòmetre Contrarellotge
  -  Campió del món júnior en Velocitat per equips (amb Jobie Dajka i Mark Renshaw)
- 2000
  -  Campió d'Austràlia en Quilòmetre
- 2003
  - Campió d'Oceania en Quilòmetre
  -  Campió d'Austràlia en Quilòmetre
- 2004
  - Campió d'Oceania en Quilòmetre
  - Campió d'Oceania en Keirin
  - Campió d'Oceania en Velocitat per equips (amb Shane Kelly i Jason Niblett)
  -  Campió d'Austràlia en Keirin
- 2005
  -  Campió d'Austràlia en Quilòmetre
- 2006
  - Medalla d'or als Jocs de la Commonwealth en Quilòmetre
  -  Campió d'Austràlia en Quilòmetre
  -  Campió d'Austràlia en Velocitat
  -  Campió d'Austràlia en Keirin
- 2007
  -  Campió d'Austràlia en Quilòmetre
  -  Campió d'Austràlia en Òmnium

### Resultats a laCopa del Món
- 2004-2005
  - 1r a la Classificació general i a la prova de Sydney, en Quilòmetre
- 2005-2006
  - 1r a Los Angeles, en Quilòmetre

## Palmarès en ruta
- 2005
  - Vencedor d'una etapa al Tour of the Murray River
- 2011
  - Vencedor de 2 etapes al Tour of the Murray River